# Зандерсдорф-Брена
За́ндерсдорф-Бре́на (нем. Sandersdorf-Brehna) — город в Германии, расположен в земле Саксония-Анхальт.

## География
Сандерсдорф-Брена находится между Биттерфельд-Вольфеном и Галле недалеко от границы с Саксонией. Из-за своего расположения в районе добычи бурого угля в районе города есть некоторые остатки карьеров, которые с тех пор были ренатурализованы. Рельеф преимущественно равнинный в составе Лейпцигской низменности. За исключением небольших ручьев, таких как Штренгбах, в районе города нет более крупных водных объектов.

## История
Независимые коммуны Глебич, Петерсрода, Ройч и город Брена были включены в единую коммуну Сандерсдорф 1 июля 2009 года, воспользовавшись добровольным этапом муниципальной реформы в Саксонии-Анхальт.

## Население
| Год  | Численность населения |
| ---- | --------------------- |
| 2010 | 15.504                |
| 2015 | 14.478                |
| 2020 | 14.364                |
| 2021 | 14.302                |
| 2022 | 14.375                |

## Источник
- Berichte Bevölkerung